# Dicranota concavista
Dicranota (Paradicranota) concavista là một loài ruồi trong họ Pediciidae. Chúng phân bố ở vùng sinh thái Palearctic.